# لويز درو
لويز درو (بالإنجليزية: Louise Drew)‏ هي ممثلة أمريكية، ولدت في 1882، وتوفيت في 23 أبريل 1954.

## وصلات خارجية
- لويز درو على موقع قاعدة بيانات برودواي على الإنترنت (الإنجليزية)